# Leptenchelys vermiformis
Leptenchelys vermiformis är en fiskart som beskrevs av Myers och Wade, 1941. Leptenchelys vermiformis ingår i släktet Leptenchelys och familjen Ophichthidae. IUCN kategoriserar arten globalt som otillräckligt studerad. Inga underarter finns listade i Catalogue of Life.